# HTTP/2
HTTP/2(Hypertext Transfer Protocol Version 2)는 월드 와이드 웹에서 쓰이는 HTTP 프로토콜의 두 번째 버전이다. SPDY에 기반하고 있으며, 국제 인터넷 표준화 기구(IETF)에서 개발되고 있다. 1997년 RFC 2068로 표준이 된 HTTP 1.1을 개선한 것으로, 2014년 12월 표준안 제안(Proposed Standard)으로 고려되어, 2015년 2월 17일 IESG에서 제안안으로 승인되었다. 2015년 5월, RFC 7540로 공개되었다.

## 목표
- 클라이언트와 서버가 HTTP 1.1, 2.0 혹은 다른 비 HTTP 프로토콜 사용을 협상할 수 있는 메카니즘 구현
- HTTP 1.1과 호환성 유지
- 다음과 같은 방법들을 이용하여 지연 시간을 감소시켜 웹 브라우저의 페이지 로드 속도 개선
  - HTTP 헤더 데이터 압축
  - 서버 푸시 기술
  - 요청을 HTTP 파이프라인으로 처리
  - HTTP 1.x의 HOL blocking 문제 해결
  - TCP 연결 하나로 여러 요청을 다중화 처리
- 데스크탑 브라우저, 모바일 웹 브라우저, 웹 API, 웹 서버, 프록시 서버, 리버스 프록시 서버, 방화벽, 콘텐츠 전송 네트워크 등 자주 쓰이는 것들을 지원

## 브라우저 지원
- 크롬
- iOS용 크롬
- 파이어폭스
- 인터넷 익스플로러 11 (윈도우 10에 한정)
- 마이크로소프트 엣지
- 오페라
- 사파리 9

## 같이 보기
- HTTP
- HTTPS
- SPDY